# Wudahaqi
Wudahaqi (kinesiska: 务大哈气, 务大哈气镇) är en köping i Kina. Den ligger i den autonoma regionen Inre Mongoliet, i den norra delen av landet, omkring 1 200 kilometer nordost om regionhuvudstaden Hohhot.
Genomsnittlig årsnederbörd är 905 millimeter. Den regnigaste månaden är juli, med i genomsnitt 323 mm nederbörd, och den torraste är januari, med 7 mm nederbörd.